# 南蒂罗尔独立运动

南提洛旗幟

南提洛独立運動（德語：Südtiroler Unabhängigkeitsbewegung）是義大利北部南提洛自治省的分离主义运动，目標是脫離義大利，和奧地利統一。部分團體希望先成立過渡性的南提洛自由邦再和奧地利统一。

## 歷史
南提洛過半人口使用德語，在第一次世界大戰前屬於奧匈帝國，1919年簽訂的聖日耳曼條約將南提洛和特倫提諾置於義大利管轄之下。
併入意大利後，墨索尼里的法西斯政府隨即在當地進行「意大利化」。德語被禁止在政府部門、教學、報紙，甚至姓氏名字中使用。1920年代，墨索尼里政府開始鼓吹意大利人遷入南提洛爾，令當地意裔居民比例由原來的4%大幅攀升至1939年的24%

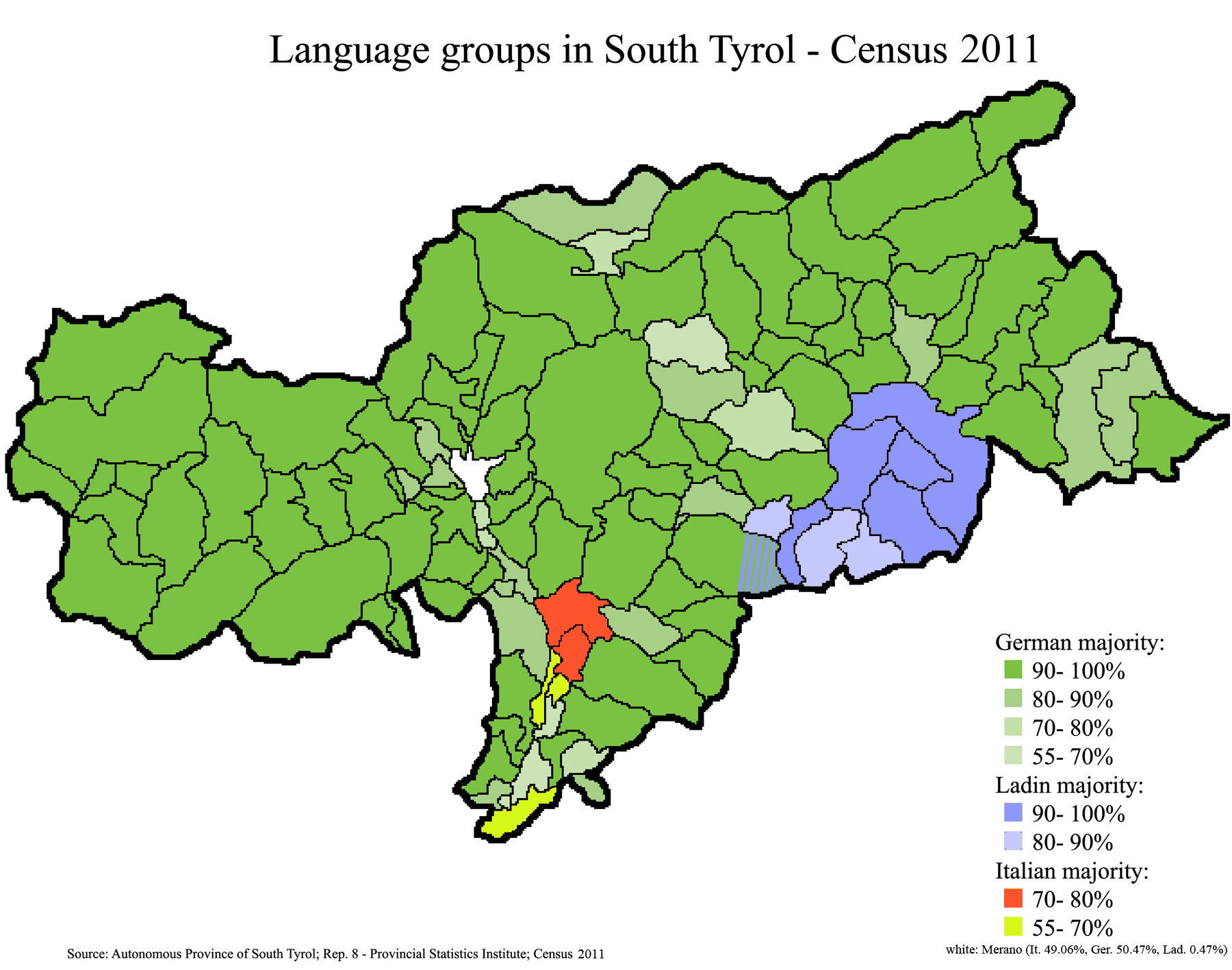
2011年南蒂羅爾地區的語言分佈